# Liste der Monuments historiques in Le Plessis-Brion
Die Liste der Monuments historiques in Le Plessis-Brion führt die Monuments historiques in der französischen Gemeinde Le Plessis-Brion auf.

## Liste der Bauwerke
| Bezeichnung | Beschreibung                       | Standort | Kennzeichnung | Schutzstatus | Datum | Bild           |
| ----------- | ---------------------------------- | -------- | ------------- | ------------ | ----- | -------------- |
| Schloss     | Erbaut Anfang des 16. Jahrhunderts | (Lage)   | PA00114811    | Inscrit      | 1946  | weitere Bilder |

## Liste der Objekte
- Monuments historiques (Objekte) in Le Plessis-Brion in der Base Palissy des französischen Kultusministeriums